# العلاقات البلجيكية القطرية
العلاقات البلجيكية القطرية هي العلاقات الثنائية التي تجمع بين بلجيكا وقطر.

## مقارنة بين البلدين
هذه مقارنة عامة ومرجعية للدولتين:
| وجه المقارنة                                              | بلجيكا                                                                              | قطر           |
| --------------------------------------------------------- | ----------------------------------------------------------------------------------- | ------------- |
| المساحة (كم2)                                             | 30.53 ألف                                                                           | 11.44 ألف     |
| عدد السكان (نسمة)                                         | 11.37 مليون                                                                         | 2.64 مليون    |
| الكثافة السكانية (ن./كم²)                                 | 372.42                                                                              | 230.77        |
| العاصمة                                                   | بروكسل                                                                              | الدوحة        |
| اللغة الرسمية                                             | اللغة الهولندية، لغة فرنسية، اللغة الألمانية                                        | اللغة العربية |
| العملة                                                    | يورو، فرنك بلجيكي                                                                   | ريال قطري     |
| الناتج المحلي الإجمالي (بليون دولار)                      | 492.68 مليار                                                                        | 167.61 مليار  |
| الناتج المحلي الإجمالي (تعادل القوة الشرائية) بليون دولار | 514.74 مليار                                                                        | 316.40 مليار  |
| الناتج المحلي الإجمالي الاسمي للفرد دولار أمريكي          | 40.32 ألف                                                                           | 73.65 ألف     |
| الناتج المحلي الإجمالي للفرد دولار أمريكي                 | 43.44 ألف                                                                           | 141.54 ألف    |
| مؤشر التنمية البشرية                                      | 0.890                                                                               | 0.850         |
| رمز المكالمات الدولي                                      | +32                                                                                 | +974          |
| رمز الإنترنت                                              | .be                                                                                 | .qa           |
| المنطقة الزمنية                                           | توقيت وسط أوروبا، ت ع م+01:00، ت ع م+02:00، توقيت وسط أوروبا الصيفي، أوروبا/بروكسل ‏ | ت ع م+03:00   |

## منظمات دولية مشتركة
يشترك البلدان في عضوية مجموعة من المنظمات الدولية، منها:
| علم المنظمة | اسم المنظمة                               | تاريخ انضمام بلجيكا | تاريخ انضمام قطر |
| ----------- | ----------------------------------------- | ------------------- | ---------------- |
|             | الاتحاد البريدي العالمي                   | ?                   | ?                |
|             | منظمة حظر الأسلحة الكيميائية              | ?                   | ?                |
|             | منظمة التجارة العالمية                    | ?                   | ?                |
|             | الأمم المتحدة                             | 27 ديسمبر 1945      | 21 سبتمبر 1971   |
|             | وكالة ضمان الاستثمار متعدد الأطراف        | 18 سبتمبر 1992      | 22 أكتوبر 1996   |
|             | منظمة الشرطة الجنائية الدولية             | ?                   | ?                |
|             | مؤسسة التمويل الدولية                     | 27 ديسمبر 1956      | 11 أكتوبر 2008   |
|             | المنظمة الهيدروغرافية الدولية             | ?                   | ?                |
|             | الاتحاد الدولي للاتصالات                  | 1866                | 27 مارس 1973     |
|             | البنك الدولي للإنشاء والتعمير             | 27 ديسمبر 1945      | 25 سبتمبر 1972   |
|             | المركز الدولي لتسوية المنازعات الاستشارية | 26 سبتمبر 1970      | 20 يناير 2011    |
|             | يونسكو                                    | 29 نوفمبر 1946      | 27 يناير 1972    |

## وصلات خارجية
- موقع وزارة الخارجية البلجيكية
- موقع وزارة الخارجية القطرية